# ペナルティーキック

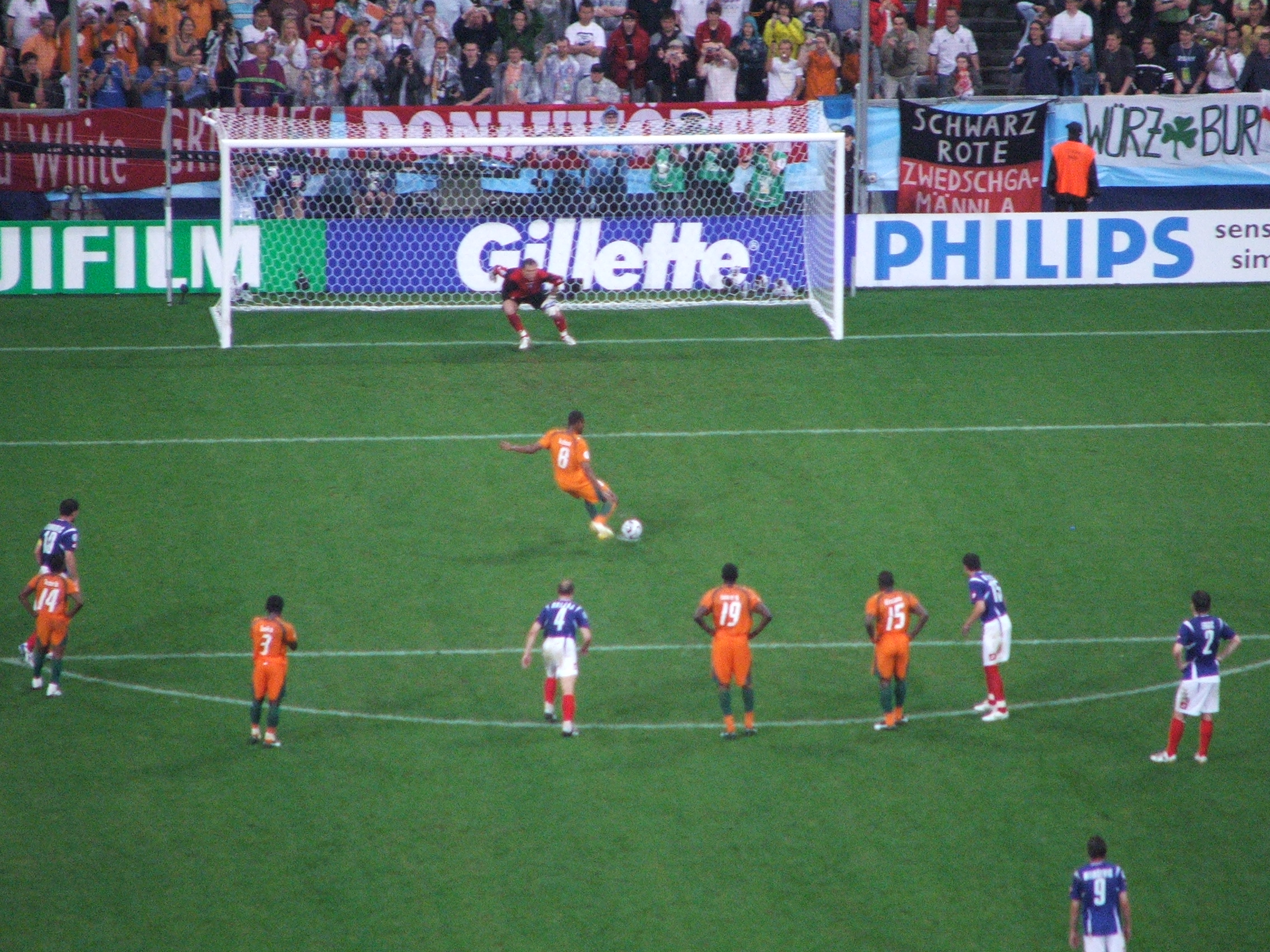
ペナルティーキック（2006年ワールドカップドイツ大会、セルビア・モンテネグロ-コートジボワール）

サッカーにおけるペナルティーキック （英: penalty kick）は、フリーキックの一種。ペナルティーエリア内で犯された特定の反則行為に対し、反則を行った選手の属するチーム側に与えられる罰則である。キッカーとゴールキーパーが一対一の状態でゴールまで11メートル（12ヤード）の地点にボールを置いて行われる。

## ルール上の規定
サッカーのルールとなるLaws of the Game（日本サッカー協会では「サッカー競技規則」）では第14条ペナルティーキック（The Penalty Kick）において規定がなされている。
一方のチームの選手が直接フリーキックに相当する12項目の反則のひとつを、自分のペナルティーエリアの中でボールがインプレー中に犯したとき、相手チームに対してペナルティーキックが与えられる。主審はホイッスルを吹くと同時にペナルティマークを指さすことで合図を出す。ペナルティーキックは直接フリーキックであり、直接得点することができる。
ルールブックの「試合の勝者を決定する方法」においては、試合が引き分けに終わったあと、勝者となるチームを決めることが競技会規則によって要求されている際に勝者を決定する方法の一つとして、ペナルティーマークからのキックを定めている。これはいわゆるPK戦に相当する。

### ボールとプレーヤーの位置

#### ボール
ゴールラインまで11メートル（12ヤード）の距離にあるペナルティーマークに設置する。2024/25年競技規則からペナルティーマークの中心にボールの一部が触れるか、かかっているように置かなければならないことが明記された。

#### ペナルティーキックを行うプレーヤー
ペナルティーキックを行う競技者（キッカー）は、特定されなければならない。

#### 守備側のゴールキーパー
ゴールキーパーは、キッカーがボールを蹴るまでの間はゴールライン上で2つのゴールポストの間に足を置き、キッカーと正対する。
2022/23 サッカー競技規則より、キッカーがボールに触れた時点では、少なくとも片方の足がゴールラインに触れているか、ゴールライン上またはゴールライン後方にある必要があるルールとなる。※ゴールラインの空中であっても違反ではない

#### それ以外のプレーヤー
- フィールドの中にいなければならない。
- フィールドの中でもペナルティーエリアおよびペナルティーアークの外に位置し、なおかつペナルティーマークより（当該ゴールを向いて）後方にいなければならない。

### 主審
プレーヤーが所定の位置にいることを確認するまでペナルティーキックを行う合図をしてはならない。

### 進め方
- キッカーは前にボールを蹴らなければならない。
- 一度ボールに触れたキッカーは、他のプレーヤーにボールが触れるまで再びボールに触れてはならない。
- ボールが蹴られた瞬間にインプレーとなる。

### その他の規定
主審がペナルティーキックを行う合図をして、ボールがインプレーになる前に、次の状況の一つが起きた場合：
ペナルティーキックを行う競技者の競技規則の違反：
- 主審はそのままキックを行わせる
- ボールがゴールに入った場合は、キックを再び行う。
- ボールがゴールに入らなかった場合、主審はプレーを停止し、守備側チームの間接フリーキックで試合を再開する。

次の場合はゴールしたかどうかにかかわらずプレーは停止され、守備側チームの間接フリーキックで試合を再開する。
- ボールが後方に蹴られた
- 特定されたキッカーではない選手が蹴った
- 助走が終わった後にフェイントをした

下2つの場合キッカーは警告される。
ゴールキーパーの競技規則の違反：
- 主審はそのままキックを行わせる。
- ボールがゴールに入った場合は、得点が認められる。
- ボールが枠外に行ったか枠に当たって入らなかった場合は、ゴールキーパーの反則が明らかにキッカーに影響を与えた場合のみキックを再び行う。
- ゴールキーパーが阻止して入らなかった場合は、キックを再び行う。
- キックが再び行われた場合、ゴールキーパーはその反則が1回目の時は注意を与えられ、2回目以降の時は警告される。

ゴールキーパーとキッカーが同時に反則を犯している場合：
- キッカーは警告され、守備側チームの間接フリーキックで試合を再開する。

キックを行う競技者の味方競技者がペナルティーエリアに入る、ペナルティーマークより前方に動く、あるいはペナルティーマークの9.15メートル（10ヤード）以内に入る：
- 主審はそのままキックを行わせる。
- 侵入がゴールキーパーや相手競技者に影響を与えた場合（ゴールキーパーの注意をそらすことあるいはゴールキーパーやゴールポスト・クロスバーからボールがはね返ったときに侵入した競技者がボールに向かったり相手競技者に関与したりして得点の機会を作り出すことを指す）のみ罰せられ、ゴールの時はキックを再び行い、ノーゴールの時は守備側チームの間接フリーキックで試合を再開する。

ゴールキーパーの味方競技者がペナルティーエリアに入る、ペナルティーマークより前方に動く、あるいはペナルティーマークの9.15メートル（10ヤード）以内に入る：
- 主審はそのままキックを行わせる。
- 侵入がキッカーや相手競技者に影響を与えた場合（キッカーの注意をそらすことあるいはゴールキーパーやゴールポスト・クロスバーからボールがはね返ったときに侵入した競技者がボールに向かったり相手競技者に関与したりして得点の機会を作り出すことを妨げること指す）のみ罰せられ、ゴールの時は得点が認められ、ノーゴールの時はキックを再び行う。

守備・攻撃両チームの競技者がペナルティーエリアに入る、ペナルティーマークより前方に動く、あるいはペナルティーマークの9.15メートル（10ヤード）以内に入る：
- 主審はそのままキックを行わせる。
- 侵入がゴールキーパー・キッカーや相手競技者に影響を与えた場合（ゴールキーパーやキッカーの注意をそらすことあるいはゴールキーパーやゴールポスト・クロスバーからボールがはね返ったときに侵入した競技者がボールに向かったり相手競技者に関与したりして得点の機会を作り出すか作り出すことを妨げること指す）のみ罰せられ、キックを再び行う。

2023/24年競技規則までは、ゴールキーパーとキッカー以外の競技者がキック前に侵入した場合、影響の有無に関わらず罰せられることとなっており、それを厳格に適用した場合多くの場合で罰せられる状況となっていたが、審判員が競技者の侵入の全てを把握できないこともあり実際に罰せられることは少なかった。一方ビデオ・アシスタント・レフェリー (VAR)が採用された試合では厳密に侵入の有無が把握できる状況となっているが、VARが介入する場合は「影響を与えたかどうか」の罰則基準が採用されていた。侵入がキックの結果に影響を与えるのは稀であり、影響があった場合のみ罰するという基準（ゴールキーパーがキック前にゴールラインより前に出た場合と同じ原則）が2024/25年競技規則から明記され全ての試合に適用されることとなった。

## 成功率

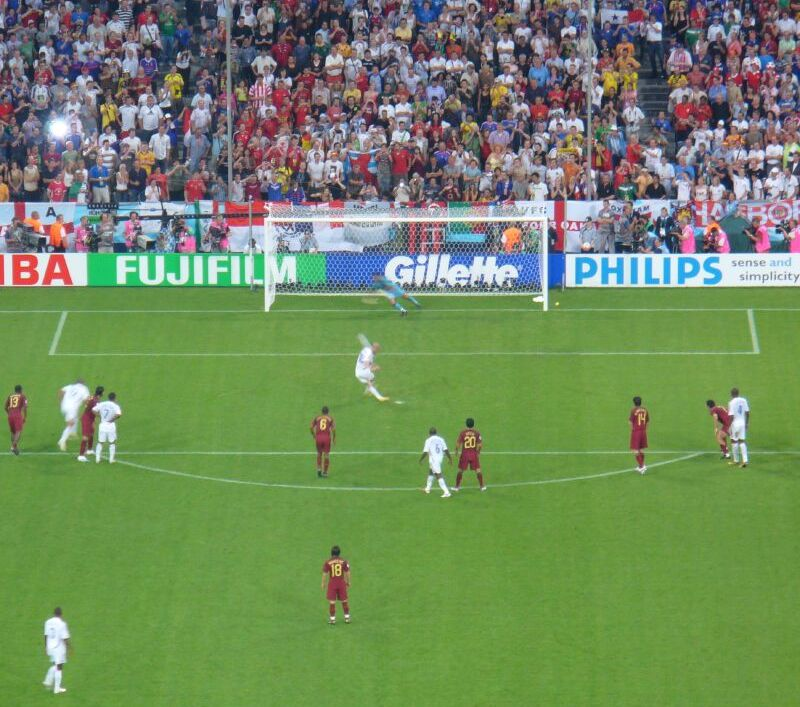
ペナルティーキックの瞬間。2006年ワールドカップドイツ大会、ポルトガル-フランス（2006年7月5日・ミュンヘン・前半33分）キーパーはポルトガルのリカルド・ペレイラ、キッカーはフランスのジネディーヌ・ジダン。インパクトの瞬間にゴールキーパーがボールと同じ方向に飛んでいるのが分かる。この読みは当たっていたがボールはゴールマウスの中に引き込まれた。

プロ選手によるPKの成功率はおよそ8割とされている。FIFAによれば、2006年ドイツ大会までのワールドカップ18大会で190回のPKが与えられ、得点できたのは154回。成功率は81%だった。また、1993年から2013年までの20シーズンで、J1においては1228本のPKが与えられ、うち947本が成功した（成功率は約77%）。
ブラウン大学の研究によれば、右に蹴った場合の成功率は81%、左に蹴った場合の成功率は83%とほぼ同じである。
藤田俊哉やホセ・ルイス・チラベルトのようにPKだけでハットトリックを達成した選手がいる一方で、マルティン・パレルモのように1試合で3回の失敗を記録した選手もいる。

## 判定をめぐる問題
この罰則は、反則を行ったチームにとって実質的に1点を失点するに等しい効果を持つ。また、ペナルティエリア内で反則を犯した選手には警告・退場が宣告されることも多い。サッカーは一般に得点の入りにくい競技であり、ある1つのプレーがペナルティーキック相当の反則であると判断されるか、それとも反則でない（攻撃側のシミュレーションも含む）と判断されるかが、しばしばその試合の結果そのものを左右することにもなる。
実際、2006 FIFAワールドカップの予選、ウズベキスタンvsバーレーン代表の試合において、ペナルティーキックのルールに関する適用ミスという誤審があり、この試合はサッカーとしては異例な再試合が行われ、また、主審を務めていた吉田寿光は国際審判の資格停止処分（無期限）を受けている。このような大問題となったケースだけでなく、ペナルティーキックか否か（ペナルティーエリアの中での反則行為か否か、反則行為の有無、など）、ペナルティーキックに際してのプレイヤーの規則違反の有無などのペナルティーキックに関わる判定に対し、批判的な意見が出ることも決して少なくない。

## トリック

### キック
チップキック
一般にはパスやループシュートで用いられるキックだが、チェコスロバキア代表のアントニーン・パネンカがUEFA欧州選手権1976決勝で成功させて以降、PKにおいても試みられるようになった。パネンカあるいはクッキアイオとも呼ばれる。
ノーステップ
ペナルティースポットのすぐそばに立ち、助走なしでゴールに向かって蹴る。ブラジル代表のソクラテス、イタリア代表のジュゼッペ・シニョーリが代表的な使い手。
コロコロPK
日本代表の遠藤保仁の代名詞的なキックで、ゆっくりとした助走から蹴る直前までキーパーの動きを見極めゴロのシュートを決めるというもの。

### フェイント
助走の段階でのスピードの強弱などのフェイントは認められているが、助走が終わったあと、つまりキックフェイントなどは認められていない。2008年ごろブラジルのリーグでキックフェイントが認められていたことから、曖昧な解釈のまま一時認められていたが、2010年のW杯前のルール改正時に厳格化され禁止となった。
"助走が終わった"とは、すなわちキックが可能になる距離までキッカーが進んだことを意味するため、キックできるところに到達していなければフェイントに類する行為をしても反則にはならない。

### 2人PK
タップ
タップ・ペナルティ（英: tap penalty）あるいは2人PK（英: two-man penalty）とは、2人のキッカーが連動して行うPKである。一人目のキッカーが前方にボールを軽く蹴り（タップ）、もう一人が後方から走りこんでシュートする。ルール上、キッカーが前方にボールを蹴ってインプレーとなるまで、もう一人はペナルティーマークから10ヤード以上離れた地点にいなければならない。
古くから行われていたプレーだが、1982年アヤックス・アムステルダムのヨハン・クライフとイェスパー・オルセンが成功したことで有名になった。近年では、2005年にアーセナルFCのティエリ・アンリとロベール・ピレス(失敗)、2010年にサンフレッチェ広島の佐藤寿人と槙野智章(成功)、2016年にFCバルセロナのリオネル・メッシとルイス・スアレス(成功)が試している。
注意点
ペナルティーマークにボールを置く選手とキッカーが別であってもよいが、キッカーは明確に特定されなければならない。2010年、サンフレッチェ広島の槙野智章がボールを置きゴールに対して背を向けてペナルティーアークの外に出て、他方から走り込んできた佐藤寿人がシュートし得点が認められたが、後日Jリーグは競技規則の適用ミスがあったと認めた。キッカーが特定され、かつ特定されたキッカーではなくその味方競技者がキックを行った場合、主審はキックを行った競技者を警告したうえで、守備側の間接フリーキックでプレーを再開する。
本キックが物議を醸した後、同年のACLグループステージ最終節にて、佐藤と槙野はルールに則ったキックを成功させた。